# Clemens von Metz

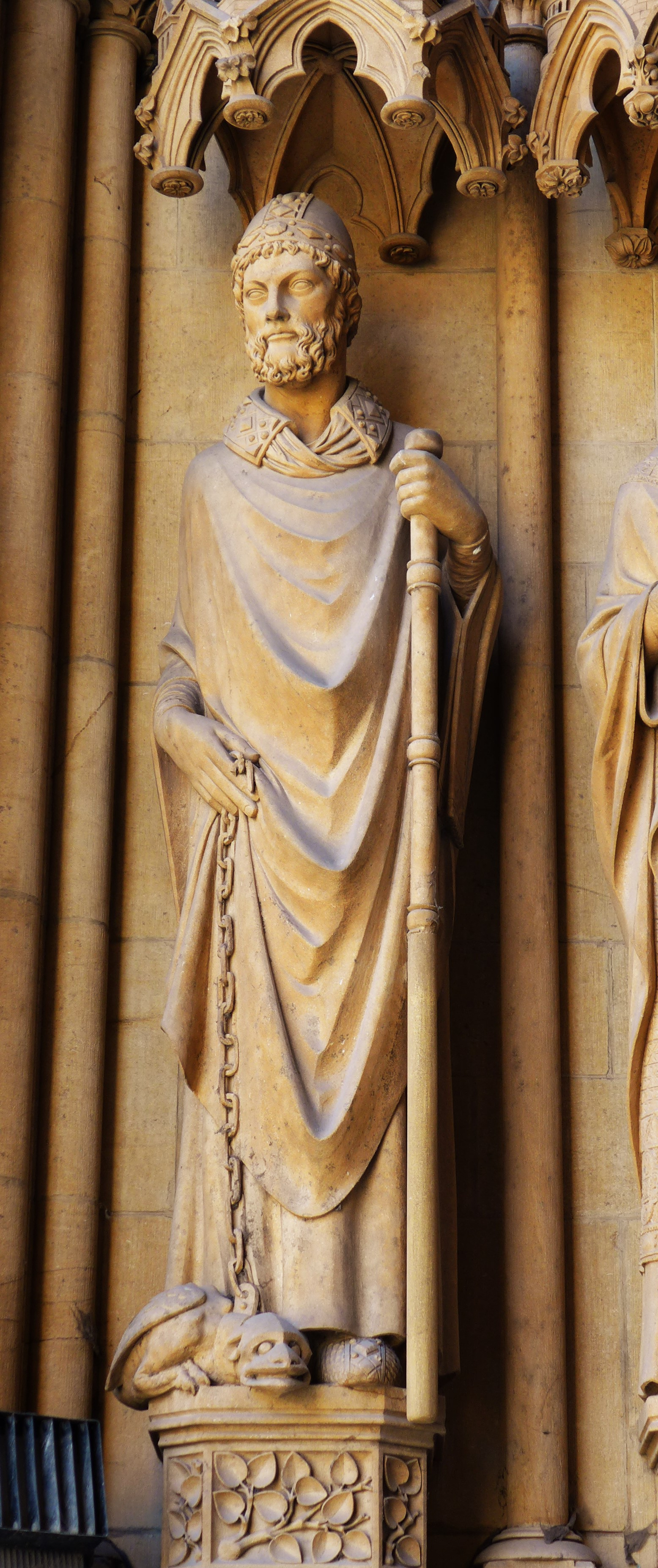
Statue des heiligen Clemens von Metz mit dem Drachen Graully am Marienportal des Metzer Stefansdomes

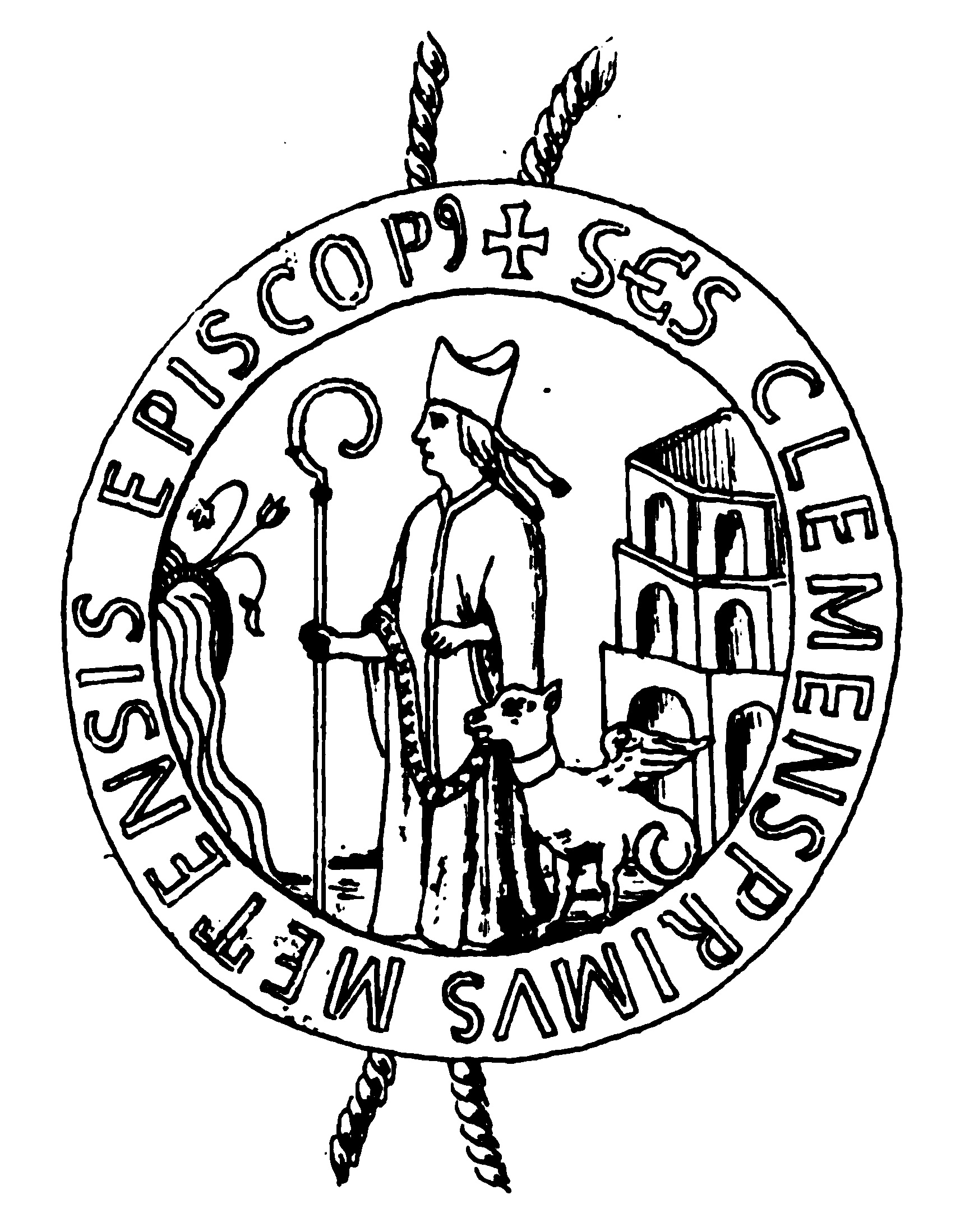
Siegel der Abtei St. Clément in Metz um 1300

Der heilige Clemens von Metz († gegen Ende des 3. Jahrhunderts) war der erste Bischof von Metz. Sein Gedenktag ist der 23. November, in Anlehnung an den Gedenktag des heiligen Clemens von Rom. Darstellungen zeigen Clemens von Metz in bischöflichem Gewand bei der Säuberung des Metzer Amphitheaters von der Schlangenplage.

## Geschichte
Über das Leben des heiligen Clemens ist wenig bekannt. An der Stelle des römischen Amphitheaters vor den Toren von Metz ist für die zweite Hälfte des 3. Jahrhunderts eine Kirche mit Friedhof nachgewiesen. Später soll an gleicher Stelle eine Clemenskirche gestanden haben, heute befindet sich dort der Hauptbahnhof von Metz.
Nach Torsy sollen im Jahr 1090 die Gebeine des heiligen Clemens im Auftrag des Bischofs Hermann in die Metzer Bischofskirche überführt worden sein. In den Wirren der Französischen Revolution wurden die Überreste verstreut.

## Legende
Clemens soll die Stadt Metz von einer Schlangenplage und vom Drachen Graoully/Grauli befreit haben.
Der Legende nach schickte der Apostel Petrus drei Missionare in die Gegend von Metz: Clemens, Felix und Celest. Clemens rettete durch Wunderkraft einen Hirsch vor der Hundemeute einer Jagdgesellschaft. Wenig später erweckte er die plötzlich verstorbene Tochter des Prätors Orgus zum Leben. Schließlich befreite er Metz vom Drachen Graoully, den er an seiner Stola aus der Stadt führte und vom Erdboden verschlucken ließ.
Ein Modell des Drachen, das bei Prozessionen durch die Stadt geführt wurde, ist heute in der Krypta der Kathedrale von Metz zu sehen.